# Hradčanská
Hradčanská – stacja linii A metra praskiego (odcinek I.A), położona w dzielnicy Dejvice, w rejonie ulicy Horákovej i stacji kolejowej Praha-Dejvice.
W odległości ok. 1 km od stacji znajduje się stadion piłkarski klubu AC Sparta Praga – Generali Arena.